# Progrès et démocratie moderne
 (janvier 2016).
Si vous disposez d'ouvrages ou d'articles de référence ou si vous connaissez des sites web de qualité traitant du thème abordé ici, merci de compléter l'article en donnant les références utiles à sa vérifiabilité et en les liant à la section « Notes et références ».
Progrès et démocratie moderne (PDM) est un groupe centriste de l'Assemblée nationale française constitué pendant les IIIe et IVe législatures de la Ve République. Il succède au groupe du Centre démocratique auquel se sont joint les députés du Centre républicain qui n'ont pas souhaité suivre les radicaux au sein de la FGDS. Il compte 41 députés en 1967 et 33 en 1968. Parmi ses figures marquantes, on peut citer Jacques Duhamel, René Pleven, Michel Durafour, Eugène Claudius-Petit, Jacques Barrot.
Le groupe PDM est généralement présenté comme étant composé des députés membres de partis politiques de droite non gaulliste et du centre, n'adhérant pas à la FGDS :
- Centre national des indépendants et paysans (CNIP)
- Centre démocrate (CD)
- Centre républicain (CR)

Après les élections législatives de 1973, le groupe se scinde en deux : les partisans d'un soutien à la majorité de Georges Pompidou regroupés au sein du Centre démocratie et progrès (CDP) forment le groupe « Union centriste » (UC) tandis que ceux souhaitant rester dans l'opposition forment le groupe « Réformateurs démocrates sociaux » (RDS) avec leurs alliés du Mouvement réformateur (MR) .

## IIIelégislature (1967-1968)
| Nom                      | Parti | Parti     | Circonscription   |
| ------------------------ | ----- | --------- | ----------------- |
| Pierre Abelin            |       | CD        | Vienne            |
| Aymar Achille-Fould      |       | CD        | Gironde           |
| Paul Barberot            |       | CD        | Ain               |
| Jacques Barrot           |       | CD        | Haute-Loire       |
| Jean Bénard-Mousseaux    |       | CNIP      | Indre             |
| Charles Bosson           |       | CD        | Haute-Savoie      |
| Roland Boudet            |       | CD        | Orne              |
| Pierre Bourdellès        |       | CD        | Côtes-du-Nord     |
| André Brugerolle         |       | CD        | Charente-Maritime |
| Franck Cazenave          |       | CNIP      | Gironde           |
| André Chazalon           |       | CD        | Loire             |
| Eugène Claudius-Petit    |       | CR        | Loire             |
| Jean-Marie Commenay      |       | CD app.   | Landes            |
| Jacques Duhamel          |       | CD        | Jura              |
| Michel Durafour          |       | CR        | Loire             |
| Joseph Fontanet          |       | CD        | Savoie            |
| Jacques Fouchier         |       | CNIP      | Deux-Sèvres       |
| Louis Fourmond           |       | CD        | Mayenne           |
| Édouard Frédéric-Dupont  |       | CNIP app. | Paris             |
| Henri Fréville           |       | CD        | Ille-et-Vilaine   |
| Émile Halbout            |       | CD        | Orne              |
| Paul Ihuel               |       | CD        | Morbihan          |
| Bernard Lafay            |       | CR        | Paris             |
| Georges Lombard          |       | CNIP      | Finistère         |
| Jacques Médecin          |       | CR        | Alpes-Maritimes   |
| Alexis Méhaignerie       |       | CD        | Ille-et-Vilaine   |
| Rémy Montagne            |       | CD        | Eure              |
| Pierre de Montesquiou    |       | CR        | Gers              |
| Jean Moulin              |       | CD        | Ardèche           |
| Édouard Ollivro          |       | CD        | Côtes-du-Nord     |
| Louis Orvoën             |       | CD        | Finistère         |
| Francis Palmero          |       | CR        | Alpes-Maritimes   |
| René Pleven              |       | CD        | Côtes-du-Nord     |
| Jean Poudevigne          |       | CNIP      | Gard              |
| Marcel Restout           |       | CD        | Calvados          |
| Jean-Paul de Rocca Serra |       | CR        | Corse-du-Sud      |
| André Rossi              |       | CR        | Aisne             |
| Joseph Schaff            |       | CD app.   | Moselle           |
| Pierre Sudreau           |       | CD        | Loir-et-Cher      |
| Jean Valentin            |       | CNIP      | Charente          |

## IVelégislature (1968-1973)
| Nom                      | Parti | Parti         | Circonscription   |
| ------------------------ | ----- | ------------- | ----------------- |
| Pierre Abelin            |       | CD            | Vienne            |
| Aymar Achille-Fould      |       | CD puis CDP   | Gironde           |
| Paul Barberot            |       | CD puis CDP   | Ain               |
| Jacques Barrot           |       | CD puis CDP   | Haute-Loire       |
| Roland Boudet            |       | CD            | Orne              |
| Pierre Bourdellès        |       | CD puis CDP   | Côtes-du-Nord     |
| Jacques Boutard          |       | Mod.          | Haute-Vienne      |
| André Brugerolle         |       | CD puis CDP   | Charente-Maritime |
| Franck Cazenave          |       | CNIP          | Gironde           |
| André Chazalon           |       | CD            | Loire             |
| Eugène Claudius-Petit    |       | CR puis CDP   | Loire             |
| Jean-Marie Commenay      |       | CD puis CDP   | Landes            |
| Paul Cormier             |       | CD            | Loir-et-Cher      |
| Jean Desanlis            |       | CDP           | Loir-et-Cher      |
| Jacques Douzans          |       | Mod.          | Haute-Garonne     |
| Raymond Dronne           |       | CD            | Sarthe            |
| Jacques Duhamel          |       | CD puis CDP   | Jura              |
| Michel Durafour          |       | CR            | Loire             |
| Joseph Fontanet          |       | CD puis CDP   | Savoie            |
| Jacques Fouchier         |       | CNIP          | Deux-Sèvres       |
| Émile Halbout            |       | CD            | Orne              |
| Paul Ihuel               |       | CD            | Morbihan          |
| Jacques Médecin          |       | CR            | Alpes-Maritimes   |
| Pierre de Montesquiou    |       | CR            | Gers              |
| Édouard Ollivro          |       | CD puis CDP   | Côtes-du-Nord     |
| René Pleven              |       | CD puis CDP   | Côtes-du-Nord     |
| Jean Poudevigne          |       | CNIP puis CDP | Gard              |
| Jean-Paul de Rocca Serra |       | CR            | Corse-du-Sud      |
| André Rossi              |       | CR            | Aisne             |
| Paul Stehlin             |       | CD            | Paris             |
| Pierre Sudreau           |       | CD puis CDP   | Loir-et-Cher      |